# Рибинско језеро
Рибинско језеро (рус. Рыбинское водохранилище) је вештачко језеро у северозападној Русији на реци Волга. Део је такозване каскаде Волга-Кама, и друго је по величини у Европи после Кујбишевског вештачког језера.
Планови за стварање вештачког језера су први пут израђени 1935, а радови на изградњи су трајали од 1941. до 1947. Изградњом језера и бране потопљен је град Молога и 663 села. Језеро се налази код града Рибинск, 280 километара северно од Москве. Ту се река Волга улива у језеро широко до 60 километара и дугачко 110 километара. Део је мреже канала који повезују Каспијско море и Волгу са Балтиком.
Поред Волге, у језеро се уливају реке Шексна и Молога. Из језера истиче само Волга.